# Varsoviellinae
Varsoviellinae es una subfamilia de foraminíferos bentónicos de la familia Globotextulariidae, de la superfamilia Ataxophragmioidea, del suborden Ataxophragmiina y del orden Loftusiida. Su rango cronoestratigráfico abarca desde el Campaniense hasta el Maastrichtiense (Cretácico superior).

## Discusión
Clasificaciones previas hubiesen incluido Varsoviellinae en el suborden Textulariina del orden Textulariida o en el orden Lituolida. Se ha propuesto Paleovarsoviellinae para sustituir a la subfamilia Varsoviellinae]], ya que el género-tipo de esta última, Varsoviella, ha sido considerado homónimo posterior de Varsoviella Gieysztor & Wiszniewski, 1947. Por la misma razón, Paleovarsoviella ha sido propuesto para sustituir a Varsoviella.

## Clasificación
Varsoviellinae incluye al siguiente género:
- Varsoviella †

Otro género considerado en Varsoviellinae es:
- Paleovarsoviella †, propuesto como sustituto de Varsoviella e incluido en la Paleovarsoviellinae